# Мартина Хингис
Мартина Хингис (на немски: Martina Hingis), с име по рождение Мартина Хингисова (на словашки: Martina Hingisová), е швейцарска тенисистка, родена на 30 септември 1980 г. в гр. Кошице, Словакия, Чехословакия.
Има 5 титли на турнирите от големия шлем на сингъл и 9 на двойки. 3 пъти е победителка на Откритото първенство на Австралия (1997, 1998 и 1999 г.) и по 1 път на Уимбълдън и Откритото първенство на САЩ през 1997 г. През 1998 г. печели Голям шлем на двойки, с Миряна Лучич на Откритото първенство на Австралия и Яна Новотна на Ролан Гарос, Уимбълдън и Откритото първенство на САЩ.
Прекарала е общо 209 седмици на върха на световната ранглиста. На 4 януари 2008 г. е наказана за 2 г. поради употреба на кокаин по време на Уимбълдън.

## Биография

### 1980 – 1993: Детство и първи стъпки в спорта
Родена е в семейство на тенисисти, майка ѝ Мелани Молитор (на словашки: Melanie Molitorová) е под № 10 в националната ранглиста на Чехословакия, баща ѝ Карол Хингис е треньор по тенис в Кошице, което е и родното ѝ място. Кръстена е на Мартина Навратилова, която е любимата тенисистка на майка ѝ. Когато е на седемгодишна възраст родителите ѝ се развеждат. Майка ѝ се омъжва повторно за швейцарския компютърен специалист Андреас Цог и заедно с Мартина се премества в Трюбах, Швейцария.
Започва да тренира тенис на двегодишна възраст под ръководството на майка си, а на 4 играе в първия си турнир. След няколко успешни състезания през 1993 г. печели първия си турнир от календара на международната тенис федерация. Тогава тя е на 12 години. Същата година печели и детския турнир на Ролан Гарос. Така Мартина става най-младата тенисистка печелила такава титла.

### 1994 – 1995: Начало на професионалната кариера
През 1994 г., когато участва в първия си професионален турнир, който се провежда в Цюрих, се записва под номер 387 в световната тенис ранглиста. В дебюта си печели срещу Пати Фендик, а във втория кръг губи от Мери Пиърс. В следващите турнири в Есен и Филдерщат стига до четвъртфиналите и достига 87 място в световната ранглиста.
На младата ѝ възраст не се обръща много голямо внимание. Тя впечатлява съперничките си повече със своята необикновена, тактическа и умна игра на корта. Хингис се отличава със силните си удари, доброто пласиране на топките, добрата игра на мрежата и силно развитото си чувство за развитие на играта. Това е така наречената Пауърплей (Powerplay) игра.
През 1995 г., когато е на 14 години, става най-младата тенисистка, спечелила мач от турнир от Големия шлем. Това се случва на Откритото първенство на Австралия. На турнира в Хамбург през същата година достига и до първия си финал в турнир от женската тенис асоциация. На Откритото първенство на САЩ достига за пръв път до четвъртфинал на турнир от Големия шлем. В края на годината вече е на 16 място в световната ранглиста.

### 1996: Най-младата победителка на Уимбълдън
През 1996 г. Мартина достига четвъртфинал на Аустрелиън Оупън. Постига още един голям успех като побеждава първата в световната ранглиста по това време – Щефи Граф на турнира в Рим.
Кулминацията на сезона ѝ е участието на Уимбълдън на двойки, който тя печели на рекордните 15 години и 9 месеца заедно с Хелена Сукова. Единствено англичанката Шарлот Дод е била малко по-млада от нея, когато печели същия турнир през 80-те години на 19 век. Следват две силни срещи с Щефи Граф на същия турнир и на Откритото първенство на САЩ, които тя губи, но това не ѝ пречи да се изкачи до топ 10 в световната ранглиста.
Първата си индивидуална титла печели на турнира във Филдерщат, където побеждава тенисистки като Аранча Санчес-Викарио, Линдзи Дейвънпорт и Анке Хубер. На финала на турнира в Оукланд побеждава убедително Моника Селеш с 6:2, 6:0.
По това време тя вече е на 4-то място в световната ранглиста.

### 1997: Три титли от големия шлем
1997 година започва много успешно за Мартина. В началото на годината печели първата си индивидуална титла от турнир от Големия шлем. На финала на Аустрелиън Оупън побеждава Мери Пиърс категорично с 6:2, 6:2. Постига 27 поредни победи в началото на сезона и се изравнява по този показател с Мартина Навратилова. Двете делят второ място в класацията за най-успешен старт на сезона. На първо място е Щефи Граф с 45 победи, постигнати през 1987 г. На 31 март Хингис става най-младата тенисистка, която се е изкачвала до номер 1 в световната женска ранглиста.
През тази година не успява да спечели само Откритото първенство на Франция от четирите турнири от Големия шлем. На финала е победена изненадващо от Ива Майоли. Няколко седмици след това Мартина отново се записва в историята като става най-младата тенисистка спечелила Уимбълдън през 20 век. На финала побеждава Яна Новотна с 2:6, 6:2, 6:3. Единствено Шарлот Дод, която печели турнира през 1884 г., е била с няколко месеца по-млада от нея.
Следва Откритото първенство на САЩ, на финала на което побеждава Винъс Уилямс. 1997 г. остава най-успешната година на Хингис. Тя печели общо 12 турнира, но също така страда от контузии. Любителите на тениса с нетърпение очакват сблъсъка ѝ с Щефи Граф на финала в Токио. Срещата така и не се състои поради контузия на Граф. Балансът от срещите им остава в полза на германката.

### 1998: С титла само от един голям турнир
1998 година започва подобно на предишната, много успешно за Хингис. Тя печели за втори път Аустрелиън Оупън като на финала смазва Кончита Мартинес с 6:3, 6:3. След тази титла обаче не успява да повтори миналогодишните си успехи. Достига до финала на Откритото първенство на САЩ, където губи от Линдзи Дейвънпорт.
В края на годината успява да спечели пет турнира от женската тенис асоциация. Една от причините за не чак толкова успешната година е подходът ѝ към срещите. Тя продължава да води тактическа и технически добре ориентирана игра на корта срещу силни състезателки като сестрите Винъс и Серина Уилямс, но това разкрива много от слабостите ѝ. Освен Уилямс трудни нейни съпернички по това време са Дженифър Каприати и Линдзи Дейвънпорт. В повечето от мачовете те се представят физически и психически по-добре от Мартина.
Точно Дейвънпорт с победата си на Флашинг Медоус през октомври 1998 г. слага край на 80-седмичното задържане на Хингис на върха на световната ранглиста. Така тя завършва годината на 2-ро място.

### 1999: Победа в Австралия и драматичен финал в Париж
Новата година за Хингис отново започва като изминалите две – с победа на Аустрелиън Оупън. Това е третата ѝ поредна победа в този турнир. Последно преди нея това са сторили Моника Селеш и Щефи Граф. Заедно с Анна Курникова печели турнира при женските двойки. Двете успяват да сформират много силен тим, който получава прозвището „Спайс гърлс в тениса“.
Въпреки големите си успехи и победи Хингис започва да се държи неуважително към някои от съперничките си и провокира вниманието на жълтата преса. Много от медиите я критикуват, че е изгубила чувството си за уважение към тях. Един от най-прочутите нейни коментари е относно откритата лесбийка Амели Моресмо, която тя нарича „наполовина мъж“. На финала на турнира в Австралия двете се поздравяват само с ръкостискане и обикновените целувки по бузата. По-късно Хингис прави и подобни коментари спрямо сестрите Уилямс, Линдзи Дейвънпорт и Щефи Граф.
Това предизвиква голямо напрежение и очакване на спортната общественост към предстоящ мач между нея и Щефи Граф. Най-после това се случва на финала на Ролан Гарос. В интервю преди мача Хингис заявява, че времето на Граф вече е отминало и тя трябва да отстъпи на по-младите. Срещата започва с надмощие на Хингис и тя печели първия сет с 6:4. Несигурната игра на Щефи продължава и тя позволява на съперничката си да поведе с 5:4 във втория сет. След като ѝ остават три точки до победата, съдията отсъжда спорно решение в полза на германката и Хингис излиза извън контрол, като впоследствие публиката се обръща против нея. В този момент Щефи Граф се мобилизира и печели сета със 7:5. Третият сет продължава да се развива в полза на Граф и тя го печели с 6:2. Това е последната среща между двете тенисистки като баланса на срещите остава в полза на германката, която има 7 победи и само 2 загуби.
На US Оупън Хингис отново губи на финала, но този път от Серина Уилямс. В последната си среща от световните серии за жени швейцарката губи в два сета от Линдзи Дейвънпорт.
Въпреки загубите във финалните мачове Хингис завършва и тази година като номер 1 в световната ранглиста.

### 2000 – 2003: Контузии и губене на добрите позиции
Проблемите за Хингис, започнали от 1999 г., продължават и в следващите години. Срещу нея се появява силна конкуренция от страна на така наречените пауър тенисистки – Винъс Уилямс, Серина Уилямс, Линдзи Дейвънпорт и Дженифър Каприати. Срещите между нея и тях се превръщат в двубои на различните системи на игра.
След трите поредни победи на Аустрелиън Оупън Хингис не успява да защити титлата си за четвърти път и губи на финала от Линдзи Дейвънпорт. Това остава и единственият финал на турнир от Големия шлем, на който Хингис успява да се добере през тази година. На Ролан Гарос губи на полуфинала от Мери Пиърс, а на четвъртфинала на Уимбълдън и на полуфинала на откритото първенство на САЩ не успява да победи Винъс Уилямс. Въпреки че не успява да спечели нито един турнир от Големия шлем, Хингис остава на първо място в световната ранглиста с 9 турнирни победи.
През 2001 година отново достига финал в Австралия, но за втори пореден път го губи. Този път непреодолима за нея се оказва американката Дженифър Каприати (4:6; 3:6). След поредния загубен голям финал отношенията между Хингис и майка ѝ Мелани Молитор, която е неин треньор, се усложняват.
На Ролан Гарос за пореден път Мартина спира участието си на полуфинала. И отново за пореден път е отстранена от Дженифър Каприати. Слабата игра на швейцарката продължава, за да се стигне до изненадващото отпадане от Уимбълдън още в първи кръг. На откритото първенство в САЩ достига до полуфинал, но губи от Серина Уилямс.
Една от причините за срива в играта на Хингис е, че тя не може да се справи със силната, бърза и безкомпромисна игра на конкурентките си. Тя остава вярна на стила си и предпочита да играе тактически.
Като добавка към неприятната ситуация се появяват и няколко контузии. През октомври 2001 г. претърпява операция на десния крак. В края на годината завършва на 4-то място в световната ранглиста. Общото време, което е прекарала като номер едно е 209 седмици – рекорд, който все още не е подобрен.
През 2002 г. Хингис успява да достигне за шести пореден път до финала на Аустрелиън Оупън. В драматичен мач тя отново губи от Дженифър Каприати (6:4; 6:7; 2:6). През май същата година отново получава контузия и се оперира. Поради непрестанните здравословни проблеми се появяват слухове за отказване на тенисистката от тениса.
Слуховете стават реалност на турнира във Филдерщат, където на пресконференция след загубата си от Елена Дементиева тя съобщава, че поради контузиите не е в състояние да играе професионален тенис.
През февруари 2003 година, на 22 години, Хингис официално се оттегля от спорта. По това време тя има 40 турнирни победи на сингъл и 36 на двойки.

### 2005: Завръщане
През февруари 2005 Хингис решава да вземе участие на турнира в Патая (Тайланд), който е част от световните серии за жени. Тя твърдо заявява, че няма да се бори за точки за световната ранглиста, а за победа в турнира и че парите ще отидат за подпомагане на бездомните деца и майки в Тайланд. Въпреки добрата цел, швейцарката губи още в първия кръг от германката Марлене Вайнгертнер (6:1; 2:6; 2:6).
След няколко месеца отново решава да се появи на състезание. Тя взима участие в американската World-Team-Tennis-Liga, в която взимат участие много оттеглили се професионални тенисисти. Завършва турнира с 18 победи и 1 загуба, с което спомага отборът ѝ да спечели лигата. Побеждава и Мартина Навратилова.
На 3 декември същата година обявява официално, че смята да се завърне в професионалния тенис.

### 2006 и 2007: Втора кариера
Мартина се завръща официално на корта на 1 януари 2006 г. на турнира в Бризбейн, Австралия. Завръщането и е низ от успехи и неуспехи. Успехите и от златните години така и не се повтарят. Отново контузиите, по-силните от нея сестри Уилямс, Амели Моресмо и Ким Клайстърс ѝ попречват да стигне до големи победи.
На турнира в Голд Коуст тя достига до полуфинали на сингъл и на двойки, но не успява да се класира на финала. Малко по-късно на Аустрелиън Оупън успява да достигне четвъртфинал, където губи от Ким Клайстърс, но за сметка на това печели титлата в смесените двойки.
На турнира в Токио Хингис успява да стигне до финал на турнир от световните серии след 4-годишно прекъсване. Печели турнира с победа над Елена Дементиева (2:6; 0:6), а преди това на полуфинала смазва световната номер 4 – Мария Шарапова. Така в края на януари Хингис се завръща в топ 50 на световната ранглиста. През март 2006 г. на Индиън Уелс успява да постигне отново победа срещу Линдзи Дейвънпорт. В края на април вече е в топ 25 на световната ранглиста.
На турнира във Варшава, на 1 май, губи от Винъс Уилямс. Седмица по-късно достига до четвъртфинала на турнира в Берлин, където губи от Амели Моресмо в три дълги и тежки сета. На турнира в Рим Хингис постига първата си титла след оттеглянето. На полуфинала тя побеждава Винъс Уилямс (0:6, 6:3, 6:3), а на финала Динара Сафина с 6:2 и 7:5. По този начин успява да се изкачи от 21 до 14 място в световната ранглиста. На Ролан Гарос губи на четвъртфинал отново от Ким Клайстърс (6:7; 1:6).
В последвалите турнири Хингис се представя колебливо и непостоянно. На Уимбълдън отпада още в третия кръг от Ай Сугияма. В следващите турнири от световните серии отново успява да постигне победи срещу силни тенисистки като Даниела Хантухова и Ана Иванович. След като достига финала на турнира в Монреал, успява да се завърне в топ 10. Откритото първенство на САЩ обаче не протича гладко за нея и тя отпада още в третия кръг на състезанието.
На 24 септември същата година печели Хансол Корея Оупън, а малко по-късно на Цюрих Оупън губи на четвъртфинал от Светлана Кузнецова. По този начин швейцарката се завръща отново като номер 8 в световната ранглиста. На мастърса в Мадрид обаче не успява да постигне нищо стойностно и печели само един от общо трите срещи в груповата фаза. След като побеждава рускинята Надя Петрова, следват загуби в три сета от Моресмо и Енен.
През ноември същата година Хингис се сгодява за Радек Щепанек, но през август 2007 г. става ясно, че са се разделили.
През януари 2007 г. Хингис отново достига четвъртфинал на откритото първенство на Австралия, но го губи от Ким Клайстърс. На последвалия турнир в Токио тенисистката поставя нов рекорд като го печели за 5-и път. На финала побеждава Ана Иванович в два сета. С тази си победа се изкачва до 6-о място в световната ранглиста и възвръща вярата си, че може отново да покори върха.
Това обаче не се случва и Хингис претърпява множество загуби и травми. В Дубай губи от Йелена Янкович, а в Доха и Индиън Уелс от Даниела Хантухова. Поради здравословни проблеми се отказва от турнирите в Рим, Чарлстън и Ролан Гарос. На пресконференция съобщава, че ще се върне на корта, когато контузиите отшумят напълно.
За изненада на повечето експерти Мартина решава да се завърне за Уимбълдън. Както и предишната година отново не успява да преодолее трети кръг. Поради дългата пауза и периода си на възстановяване не е в необходимата форма, за да преодолее съперничката си Лора Гренвил.
Следват тежки загуби. В Сан Диего губи от сънародничката си Пати Шнидер с 1:6, 7:6, 3:6. На откритото първенство на САЩ не успява да преодолее никому неизвестната Виктория Азаренка (6:4, 1:6; 0:6). Така сезонът през 2007 г. се оказва белязан от много неуспехи и контузии за Хингис. На 11 октомври е последният ѝ мач, на турнира в Пекин, който също не успява да спечели.

### 2007: Край на кариерата и допинг скандал
На 1 ноември 2007 г. Хингис обявява официалното си оттегляне от професионалния тенис на пресконференция в Глатбург. Също така отхвърля факта, че е приемала кокаин по време на Уимбълдън. Допинг проверката, за която се твърди, че е положителна се е състояла на 29 юни 2007. Хингис също заявява, че не желае да започва дълго съдебно дело, за да докаже, че е невинна. Други причини за оттеглянето ѝ са нестихващите контузии и както тя сама споменава напредналата ѝ възраст.
На 8 ноември същата година обявява, че смята да се бори за да докаже невинността си.
По-късно става ясно, че е наказана за 2 години без право да играе тенис (1 октомври 2007 – 30 септември 2009), a победите ѝ от Уимбълдън и парите спечелени от турнира са отнети.
Общо седмиците, които е прекарала в световната ранглиста са 209.

## Личен живот и скандали
През 2006 г. Хингис се сгодява с тенисиста Радек Щепанек, но през август 2007 г. се разделят. Мартина има славата на често сменяща интимните си партньори. Имала е връзка с футболиста Сол Кембъл, голфъра Серхио Гарсия, тенисистите Джъстин Гимълстоб, Хулиан Алонсо и Магнус Норман.
Излизала е и с украинския петролен предприемач Александър Онишченко.
Днес Мартина е щастливо омъжена за швейцарски адвокат.
След края на тенис кариерата си Хингис се отдава на конния спорт и получава лиценз за участие в състезания.
- На Аустрелиън Оупън през 1999 г. по време на пресконференция коментира Амели Моресмо така: „Тя е тук с приятелката си. Вече е наполовина мъж.“[10]
- През 90-те години на 20 век става известна с дерби мачовете си с Анна Курникова. Тя ги коментира така: „Какво дерби? Аз печеля всички мачове.“ Според Саймън Барнс от вестник Таймс при една от срещите им Мартина ѝ е казала: „Мислиш си, че си кралицата. Но кралицата съм аз“.[11]
- През 2001 г. в интервю за списание Тайм изразява убедеността си, че сестрите Уилямс имат предимство в тениса, защото са черни. През 1999 г. казва, че двете имат големи усти и никога не спират да говорят.[12][13]
- По време на пресконференция през 1999 г. нарича Яна Новотна „стара и бавна“. Така отговаря на въпроса защо двете вече не играят заедно на двойки.[14]

## Класиране в ранглистата в края на годината
| Година | 1994 | 1995 | 1996 | 1997 | 1998 | 1999 | 2000 | 2001 | 2002 | 2006 | 2007 |
| Сингъл | 87   | 16   | 4    | 1    | 2    | 1    | 1    | 4    | 10   | 7    | 19   |
| Двойки | -    | -    | -    | -    | -    | -    | -    | 30   | 15   | -    | 64   |

## Титли

### Титли на сингъл (45)
| Година | Турнир                          | Категория       | Съперник                | Резултат                |
| 1993   | Лангентал                       | ITF $ 10 000    | Софи Жорж               | 2 – 6 7 – 5 7 – 6(4)    |
| 1996   | Простейов                       | ITF $ 50 000    | Барбара Паулус          | 6 – 1 6 – 4             |
| -      | Филдерщат                       | II – $ 450 000  | Анке Хубер              | 6 – 2 3 – 6 6 – 3       |
| -      | Оукланд                         | II – $ 450 000  | Моника Селеш            | 6 – 2 6 – 0             |
| 1997   | Сидни                           | III – $ 342 500 | Дженифър Каприати       | 6 – 1 5 – 7 6 – 1       |
| -      | Открито първенство на Австралия | GS $ 3 451 626  | Мери Пиърс              | 6 – 2 6 – 2             |
| -      | Токио                           | I – $ 926 250   | Щефи Граф               | Отказ                   |
| -      | Париж                           | II – $ 450 000  | Анке Хубер              | 6 – 3 3 – 6 6 – 3       |
| -      | Маями                           | I – $ 1 750 000 | Моника Селеш            | 6 – 2 6 – 1             |
| -      | Хилтън Хед Айлънд               | I – $ 926 250   | Моника Селеш            | 3 – 6 6 – 3 7 – 6(5)    |
| -      | Уимбълдън                       | GS $ 4 083 056  | Яна Новотна             | 2 – 6 6 – 3 6 – 3       |
| -      | Станфорд                        | II – $ 450 000  | Кончита Мартинес        | 6 – 0 6 – 2             |
| -      | Сан Диего                       | II – $ 450 000  | Моника Селеш            | 7 – 6(4) 6 – 4          |
| -      | Открито първенство на САЩ       | GS $ 4 976 000  | Винъс Уилямс            | 6 – 0 6 – 4             |
| -      | Филдерщат                       | II – $ 450 000  | Лиза Реймънд            | 6 – 4 6 – 2             |
| -      | Филаделфия                      | II – $ 450 000  | Линдзи Дейвънпорт       | 7 – 5 6 – 7(7) 7 – 6(4) |
| 1998   | Открито първенство на Австралия | GS $ 3 217 298  | Кончита Мартинес        | 6 – 3 6 – 3             |
| -      | Индиън Уелс                     | I – $ 1 250 000 | Линдзи Дейвънпорт       | 6 – 3 6 – 4             |
| -      | Хамбург                         | II – $ 450 000  | Яна Новотна             | 6 – 3 7 – 5             |
| -      | Рим                             | I – $ 926 250   | Винъс Уилямс            | 6 – 2 3 – 6 6 – 2       |
| -      | Ню Йорк, Шампионат на WTA Тур   | $ 2 000 000     | Линдзи Дейвънпорт       | 7 – 5 6 – 4 4 – 6 6 – 2 |
| 1999   | Открито първенство на Австралия | GS $ 3 124 386  | Амели Моресмо           | 6 – 2 6 – 3             |
| -      | Токио                           | I – $ 1 050 000 | Аманда Кьотцер          | 6 – 2 6 – 1             |
| -      | Хилтън Хед Айлънд               | I – $ 1 050 000 | Анна Курникова          | 6 – 4 6 – 3             |
| -      | Берлин                          | I – $ 1 050 000 | Жули Алар-Декюжи        | 6 – 0 6 – 1             |
| -      | Сан Диего                       | II – $ 520 000  | Винъс Уилямс            | 6 – 4 6 – 0             |
| -      | Торонто                         | I – $ 1 050 000 | Моника Селеш            | 6 – 4 6 – 4             |
| -      | Филдерщат                       | II – $ 520 000  | Мери Пиърс              | 6 – 4 6 – 1             |
| 2000   | Токио                           | I – $ 1 080 000 | Сандрин Тестю           | 6 – 3 7 – 5             |
| -      | Маями                           | I – $ 2 525 000 | Линдзи Дейвънпорт       | 6 – 3 6 – 2             |
| -      | Хамбург                         | II – $ 535 000  | Аранча Санчес-Викарио   | 6 – 3 6 – 3             |
| -      | Хертогенбош                     | III – $ 170 000 | Руксандра Драгомир-Илие | 6 – 2 3 – 0 отк.        |
| -      | Монреал                         | I – $ 1 080 000 | Серина Уилямс           | 0 – 6 6 – 3 3 – 0 отк.  |
| -      | Филдерщат                       | II – $ 535 000  | Ким Клайстърс           | 6 – 0 6 – 3             |
| -      | Цюрих                           | I – $ 1 080 000 | Линдзи Дейвънпорт       | 6 – 4 4 – 6 7 – 5       |
| -      | Москва                          | I – $ 1 080 000 | Анна Курникова          | 6 – 3 6 – 1             |
| -      | Ню Йорк, Шампионат на WTA Тур   | $ 2 000 000     | Моника Селеш            | 6 – 7(5) 6 – 4 6 – 4    |
| 2001   | Сидни                           | II – $ 515 000  | Линдзи Дейвънпорт       | 6 – 3 4 – 6 7 – 5       |
| -      | Доха                            | III – $ 170 000 | Сандрин Тестю           | 6 – 3 6 – 2             |
| -      | Дубай                           | II – $ 565 000  | Натали Тозиа            | 6 – 4 6 – 4             |
| 2002   | Сидни                           | II – $ 585 000  | Меган Шонеси            | 6 – 2 6 – 3             |
| -      | Токио                           | I – $ 1 224 000 | Моника Селеш            | 7 – 6(6) 4 – 6 6 – 3    |
| 2006   | Рим                             | I – $ 1 340 000 | Динара Сафина           | 6 – 2 7 – 5             |
| -      | Калкута                         | III – $ 175 000 | Олга Пучкова            | 6 – 0 6 – 4             |
| 2007   | Токио                           | I – $ 1 340 000 | Ана Иванович            | 6 – 4 6 – 2             |

### Загубени финали на сингъл (28)
| Година | Турнир                          | Категория       | Съперник          | Резултат                      |
| 1995   | Простейов                       | ITF $ 25 000    | Карина Хабшудова  | 4 – 6 5 – 7                   |
| -      | Хамбург                         | II – $ 430 000  | Кончита Мартинес  | 0 – 6 1 – 6                   |
| 1996   | Рим                             | I – $ 926 250   | Кончита Мартинес  | 2 – 6 3 – 6                   |
| -      | Цюрих                           | I – $ 926 250   | Яна Новотна       | 2 – 6 2 – 6                   |
| -      | Ню Йорк, Шампионат на WTA Тур   | $ 2 000 000     | Щефи Граф         | 3 – 6 6 – 4 0 – 6 6 – 4 0 – 6 |
| 1997   | Ролан Гарос                     | GS $ 4 566 003  | Ива Майоли        | 4 – 6 2 – 6                   |
| 1998   | Токио                           | I – $ 926 250   | Линдзи Дейвънпорт | 6 – 3 6 – 3                   |
| -      | Маями                           | I – $ 1 900 000 | Винъс Уилямс      | 2 – 6 7 – 5 2 – 6             |
| -      | Лос Анжелис                     | II – $ 450 000  | Линдзи Дейвънпорт | 6 – 4 4 – 6 3 – 6             |
| -      | Открито първенство на САЩ       | GS $ 6 012 000  | Линдзи Дейвънпорт | 6 – 3 7 – 5                   |
| 1999   | Сидни                           | II – $ 420 000  | Линдзи Дейвънпорт | 4 – 6 3 – 6                   |
| -      | Ролан Гарос                     | GS $ 4 407 123  | Щефи Граф         | 6 – 4 5 – 7 2 – 6             |
| -      | Открито първенство на САЩ       | GS $ 6 235 000  | Серина Уилямс     | 3 – 6 6 – 7(4)                |
| -      | Цюрих                           | I – $ 1 050 000 | Винъс Уилямс      | 3 – 6 4 – 6                   |
| -      | Филаделфия                      | II – $ 520 000  | Линдзи Дейвънпорт | 3 – 6 4 – 6                   |
| -      | Ню Йорк, Шампионат на WTA Тур   | $ 2 000 000     | Линдзи Дейвънпорт | 4 – 6 2 – 6                   |
| 2000   | Открито първенство на Австралия | GS $ 3 156 711  | Линдзи Дейвънпорт | 1 – 6 5 – 7                   |
| -      | Скотсдейл                       | II – $ 535 000  | Линдзи Дейвънпорт | не се играе                   |
| -      | Индиън Уелс                     | I – $ 2 000 000 | Линдзи Дейвънпорт | 6 – 4 4 – 6 0 – 6             |
| -      | Филаделфия                      | II – $ 535 000  | Линдзи Дейвънпорт | 6 – 7(7) 4 – 6                |
| 2001   | Открито първенство на Австралия | GS $ 3 569 290  | Дженифър Каприати | 4 – 6 3 – 6                   |
| -      | Токио                           | I – $ 1 188 000 | Линдзи Дейвънпорт | 7 – 6(4) 4 – 6 2 – 6          |
| -      | Чарлстън                        | I – $ 1 200 000 | Дженифър Каприати | 0 – 6 6 – 4 4 – 6             |
| 2002   | Открито първенство на Австралия | GS $ 3 818 613  | Дженифър Каприати | 6 – 4 6 – 7(7) 2 – 6          |
| -      | Индиън Уелс                     | I – $ 2 100 000 | Даниела Хантухова | 3 – 6 4 – 6                   |
| 2006   | Токио                           | I – $ 1 340 000 | Елена Дементиева  | 2 – 6 0 – 6                   |
| -      | Монреал                         | I – $ 1 340 000 | Ана Иванович      | 2 – 6 3 – 6                   |
| 2007   | Голд Коуст                      | III – $ 175 000 | Динара Сафина     | 3 – 6 6 – 3 5 – 7             |

### Титли на двойки (38)
| Година | Турнир                          | Категория        | Партньор              | Съперници                               | Резултат                |
| 1995   | Простейов                       | ITF $ 25 000     | Петра Лангрова        | Ева Мелихарова Катаржина Теодорович     | 7 – 6(4) 6 – 2          |
| -      | Хамбург                         | II – $ 430 000   | Джиджи Фернандес      | Кончита Мартинес Патрисия Тарабини      | 6 – 2 6 – 3             |
| 1996   | Уимбълдън                       | GS $ 3 392 408   | Хелена Сукова         | Мередит Макграт Лариса Савченко         | 5 – 7 7 – 5 6 – 1       |
| -      | Цюрих                           | I – $ 926 250    | Хелена Сукова         | Никол Аренд Наталия Зверева             | 7 – 5 6 – 4             |
| 1997   | Открито първенство на Австралия | GS $ 3 451 626   | Наталия Зверева       | Линдзи Дейвънпорт Лиза Реймънд          | 6 – 2 6 – 2             |
| -      | Париж                           | II – $ 450 000   | Яна Новотна           | Александра Фусаи Рита Гранде            | 6 – 3 6 – 0             |
| -      | Хилтън Хед Айлънд               | I – $ 926 250    | Мери-Джо Фернандес    | Линдзи Дейвънпорт Яна Новотна           | 7 – 5 4 – 6 6 – 1       |
| -      | Станфорд                        | II – $ 450 000   | Линдзи Дейвънпорт     | Кончита Мартинес Патрисия Тарабини      | 6 – 1 6 – 3             |
| -      | Сан Диего                       | II – $ 450 000   | Аранча Санчес-Викарио | Ейми Фрейзър Кимбърли По                | 6 – 3 7 – 5             |
| -      | Лайпциг                         | II – $ 450 000   | Яна Новотна           | Яюк Базуки Хелена Сукова                | 6 – 2 6 – 2             |
| -      | Филдерщат                       | II – $ 450 000   | Аранча Санчес-Викарио | Линдзи Дейвънпорт Яна Новотна           | 7 – 6(4) 3 – 6 7 – 6(3) |
| -      | Цюрих                           | I – $ 926 250    | Аранча Санчес-Викарио | Лариса Савченко Хелена Сукова           | 4 – 6 6 – 4 6 – 1       |
| 1998   | Сидни                           | II – $ 342 500   | Хелена Сукова         | Катрина Адамс Мередит Макграт           | 6 – 1 6 – 2             |
| -      | Открито първенство на Австралия | GS $ 3 217 298   | Миряна Лучич          | Линдзи Дейвънпорт Наталия Зверева       | 6 – 4 2 – 6 6 – 3       |
| -      | Токио                           | I – $ 926 250    | Миряна Лучич          | Линдзи Дейвънпорт Наталия Зверева       | 7 – 5 6 – 4             |
| -      | Кей Бискейн                     | I – $ 1 900 000  | Яна Новотна           | Аранча Санчес-Викарио Наталия Зверева   | 6 – 2 3 – 6 6 – 3       |
| -      | Ролан Гарос                     | GS $ 4 105 011   | Яна Новотна           | Линдзи Дейвънпорт Наталия Зверева       | 6 – 1 7 – 6(4)          |
| -      | Уимбълдън                       | GS $ 4 404 163   | Яна Новотна           | Линдзи Дейвънпорт Наталия Зверева       | 6 – 3 3 – 6 8 – 6       |
| -      | Лос Анжелис                     | II – $ 450 000   | Наталия Зверева       | Тамарин Танасугарн Елена Татаркова      | 6 – 4 6 – 2             |
| -      | Монреал                         | I – $ 926 250    | Яна Новотна           | Яюк Базуки Каролин Вис                  | 6 – 3 6 – 4             |
| -      | Открито първенство на САЩ       | GS $ 6 012 000   | Яна Новотна           | Линдзи Дейвънпорт Наталия Зверева       | 6 – 3 6 – 3             |
| 1999   | Открито първенство на Австралия | GS $ 3 124 386   | Анна Курникова        | Линдзи Дейвънпорт Наталия Зверева       | 7 – 5 6 – 3             |
| -      | Индиън Уелс                     | I – $ 1 400 000  | Анна Курникова        | Мери-Джо Фернандес Яна Новотна          | 6 – 2 6 – 2             |
| -      | Кей Бискейн                     | I – $ 2 075 000  | Яна Новотна           | Мери-Джо Фернандес Моника Селеш         | 0 – 6 6 – 4 7 – 6(1)    |
| -      | Рим                             | I – $ 1 050 000  | Анна Курникова        | Александра Фусаи Натали Тозиа           | 6 – 2 6 – 2             |
| -      | Ийстбърн                        | II – $ 520 000   | Анна Курникова        | Яна Новотна Наталия Зверева             | 6 – 4 отк.              |
| -      | Ню Йорк, Шампионат на WTA Тур   | $ 2 000 000      | Анна Курникова        | Яна Новотна Наталия Зверева             | 6 – 4 6 – 4             |
| 2000   | Токио                           | I – $ 1 080 000  | Мери Пиърс            | Александра Фусаи Натали Тозиа           | 6 – 4 6 – 1             |
| -      | Ролан Гарос                     | GS $ 4 415 085   | Мери Пиърс            | Вирхиния Руано Паскуал Паола Суарес     | 6 – 2 6 – 4             |
| -      | Монреал                         | I – $ 1 080 000  | Натали Тозиа          | Жули Алар-Декюжи Ай Сугияма             | 6 – 3 3 – 6 6 – 4       |
| -      | Филдерщат                       | II – $ 535 000   | Анна Курникова        | Аранча Санчес-Викарио Барбара Шет       | 6 – 4 6 – 2             |
| -      | Цюрих                           | I – $ 926 250    | Анна Курникова        | Кимбърли По Ан-Гаел Сидо                | 6 – 3 6 – 4             |
| -      | Филаделфия                      | II – $ 535 000   | Анна Курникова        | Лиза Реймънд Рене Стъбс                 | 6 – 2 7 – 5             |
| -      | Ню Йорк, Шампионат на WTA Тур   | $ 2 000 000      | Анна Курникова        | Никол Аренд Манон Болеграф              | 6 – 2 6 – 3             |
| 2001   | Москва                          | I – $ 1 185 000  | Анна Курникова        | Елена Дементиева Лина Краснорутская     | 7 – 6(1) 6 – 3          |
| 2002   | Открито първенство на Австралия | GS $ 3 818 613   | Анна Курникова        | Даниела Хантухова Аранча Санчес-Викарио | 6 – 2 6 – 7(4) 6 – 1    |
| -      | Хамбург                         | II – $ 585 000   | Барбара Шет           | Даниела Хантухова Аранча Санчес-Викарио | 6 – 1 6 – 1             |
| 2007   | Доха                            | II – $ 1 340 000 | Мария Кириленко       | Агнеш Саваи Владимира Ухлирова          | 6 – 1 6 – 1             |

### Загубени финали на двойки (14)
| Година | Турнир                          | Категория       | Партньор         | Съперници                                  | Резултат              |
| 1995   | Торонто                         | I – $ 806 250   | Ива Майоли       | Габриела Сабатини Бренда Шулц-МакКарти     | 6 – 4 0 – 6 3 – 6     |
| 1996   | Хамбург                         | II – $ 450 000  | Джиджи Фернандес | Аранча Санчес-Викарио Бренда Шулц-МакКарти | 6 – 4 6 – 7(10) 4 – 6 |
| -      | Рим                             | I – $ 926 250   | Джиджи Фернандес | Аранча Санчес-Викарио Ирина Спърля         | 4 – 6 6 – 3 3 – 6     |
| -      | Берлин                          | I – $ 926 250   | Хелена Сукова    | Мередит Макграт Лариса Савченко            | 1 – 6 7 – 5 6 – 7(4)  |
| -      | Филдерщат                       | II – $ 450 000  | Хелена Сукова    | Никол Аренд Яна Новотна                    | 2 – 6 3 – 6           |
| 1997   | Токио                           | I – $ 926 250   | Джиджи Фернандес | Линдзи Дейвънпорт Наталия Зверева          | 4 – 6 3 – 6           |
| 1998   | Хамбург                         | II – $ 450 000  | Яна Новотна      | Барбара Шет Пати Шнидер                    | 6 – 7(3) 6 – 3 3 – 6  |
| 1999   | Токио                           | I – $ 1 050 000 | Яна Новотна      | Линдзи Дейвънпорт Наталия Зверева          | 2 – 6 3 – 6           |
| -      | Ролан Гарос                     | GS $ 4 407 123  | Анна Курникова   | Винъс Уилямс Серина Уилямс                 | 3 – 6 7 – 6(2) 6 – 8  |
| 2000   | Сидни                           | II – $ 460 000  | Мери Пиърс       | Жули Алар-Декюжи Ай Сугияма                | 0 – 6 3 – 6           |
| -      | Открито първенство на Австралия | GS $ 3 156 711  | Мери Пиърс       | Лиза Реймънд Рене Стъбс                    | 4 – 6 7 – 5 4 – 6     |
| -      | Москва                          | I – $ 1 080 000 | Анна Курникова   | Жули Алар-Декюжи Ай Сугияма                | 6 – 4 4 – 6 6 – 7(5)  |
| 2001   | Сан Диего                       | II – $ 750 000  | Анна Курникова   | Кара Блек Елена Лиховцева                  | 4 – 6 6 – 1 4 – 6     |
| 2002   | Сидни                           | II – $ 585 000  | Анна Курникова   | Лиза Реймънд Рене Стъбс                    | отк.                  |

### Титли на смесени двойки (1)
| Година | Турнир                          | Категория      | Партньор     | Съперници                     | Резултат    |
| 2006   | Открито първенство на Австралия | GS $ 6 137 580 | Махеш Бупати | Даниел Нестор Елена Лиховцева | 6 – 3 6 – 3 |

### Отборни титли (1)
| Година | Турнир           | Съотборници    | Съперници                     | Резултат |
| 2001   | Пърт, Хопман къп | Роджър Федерер | Моника Селеш Ян-Майкъл Гамбил | 2 – 1    |

### Загубени финали на отборни първенства (2)
| Година | Турнир           | Съотборници                     | Съперници                                                  | Резултат |
| 1996   | Пърт, Хопман къп | Марк Росе                       | Ива Майоли Горан Иванишевич                                | 1 – 2    |
| 1998   | Женева, Фед Къп  | Пати Шнидер, Мелани Молитор (к) | Кончита Мартинес, Аранча Санчес-Викарио, Мигел Лобато (к.) | 2 – 3    |

## Спечелени пари от женската тенис асоциация
| Година | Титли от големия шлем | Титли от световните серии | Общо титли      | Спечелени пари ($)                                             | Място в WTA по спечелени пари                          |
| ------ | --------------------- | ------------------------- | --------------- | -------------------------------------------------------------- | ------------------------------------------------------ |
| 1995   | 0                     | 0                         | 0               | 186 567 Архив на оригинала от 2018-12-15 в Wayback Machine.    | 32 Архив на оригинала от 2018-12-15 в Wayback Machine. |
| 1996   | 0                     | 2                         | 2               | 1 330 996 Архив на оригинала от 2018-12-15 в Wayback Machine.  | 4 Архив на оригинала от 2018-12-15 в Wayback Machine.  |
| 1997   | 3                     | 9                         | 12              | 3 400 196 Архив на оригинала от 2018-12-15 в Wayback Machine.  | 1 Архив на оригинала от 2018-12-15 в Wayback Machine.  |
| 1998   | 1                     | 4                         | 5               | 2 760 960 Архив на оригинала от 2018-12-15 в Wayback Machine.  | 1 Архив на оригинала от 2018-12-15 в Wayback Machine.  |
| 1999   | 1                     | 6                         | 7               | 2 936 425 Архив на оригинала от 2018-12-15 в Wayback Machine.  | 1 Архив на оригинала от 2018-12-15 в Wayback Machine.  |
| 2000   | 0                     | 9                         | 9               | 3 457 049 Архив на оригинала от 2018-12-15 в Wayback Machine.  | 1 Архив на оригинала от 2018-12-15 в Wayback Machine.  |
| 2001   | 0                     | 3                         | 3               | 1 765 116 Архив на оригинала от 2018-12-15 в Wayback Machine.  | 5 Архив на оригинала от 2018-12-15 в Wayback Machine.  |
| 2002   | 0                     | 2                         | 2               | 1 467 584 Архив на оригинала от 2018-12-15 в Wayback Machine.  | 5 Архив на оригинала от 2018-12-15 в Wayback Machine.  |
| 2003   | не се състезава       | не се състезава           | не се състезава | не се състезава                                                | не се състезава                                        |
| 2004   | не се състезава       | не се състезава           | не се състезава | не се състезава                                                | не се състезава                                        |
| 2005   | 0                     | 0                         | 0               |                                                                |                                                        |
| 2006   | 0                     | 2                         | 2               | 1 159 537 Архив на оригинала от 2018-01-10 в Wayback Machine.  | 8 Архив на оригинала от 2018-01-10 в Wayback Machine.  |
| 2007   | 0                     | 1                         | 1               | 618 065 Архив на оригинала от 2020-09-29 в Wayback Machine.    | 23 Архив на оригинала от 2020-09-29 в Wayback Machine. |
| Общо   | 5                     | 38                        | 43              | 19 505 362 Архив на оригинала от 2018-12-15 в Wayback Machine. | 4 Архив на оригинала от 2018-12-15 в Wayback Machine.  |